# Радовиці
Радовиці (пол. Radowice) — село в Польщі, у гміні Тшебехув Зеленогурського повіту Любуського воєводства.
Населення — 217 осіб (2011).
У 1975-1998 роках село належало до Зеленогурського воєводства.

## Демографія
Демографічна структура станом на 31 березня 2011 року:
|          | Загалом | Допрацездатний вік | Працездатний вік | Постпрацездатний вік |
| -------- | ------- | ------------------ | ---------------- | -------------------- |
| Чоловіки | 111     | 15                 | 81               | 15                   |
| Жінки    | 106     | 16                 | 56               | 34                   |
| Разом    | 217     | 31                 | 137              | 49                   |